# Betania, Colombia
Betania är en ort i Colombia.   Den ligger i departementet Antioquía, i den nordvästra delen av landet, 240 km nordväst om huvudstaden Bogotá. Betania ligger 1 565 meter över havet och antalet invånare är 3 800.
Terrängen runt Betania är kuperad åt nordost, men åt sydväst är den bergig. Runt Betania är det ganska tätbefolkat, med 86 invånare per kvadratkilometer. Närmaste större samhälle är Ciudad Bolívar, 13,1 km norr om Betania. I omgivningarna runt Betania växer i huvudsak städsegrön lövskog.